# علي قشلاقي (غربي أردبيل)
علی قشلاقي (بالفارسية: علی‌قشلاقی) هي منطقة سكنية تقع في إيران في قسم الغربي الريفي. يقدر عدد سكانها بـ 314 نسمة .